# Удмуртское Гондырево
Удмуртское Гондырево — деревня в Алнашском районе Удмуртии, входит в Староутчанское сельское поселение. Находится в 16 км к юго-западу от села Алнаши и в 100 км к юго-западу от Ижевска.
Население на 1 января 2008 года — 276 человек.

## История
По преданию, основана выходцами из д. Казаково не позднее 1744 г. 
В 1852 году открыт приход Пророко-Ильинской церкви села Новогорское, в состав нового прихода переданы несколько селений, в том числе деревня Вотское Гондырево. По итогам десятой ревизии 1859 года в 31 дворе казённой деревни Гондырево Вотское Елабужского уезда Вятской губернии проживало 133 жителя мужского пола и 143 женского, работала мельница. К 1897 году в деревне проживало 490 человек.
В 1921 году, в связи с образованием Вотской автономной области, деревня передана в состав Можгинского уезда. В 1924 году деревня передана из Новогорской волости в Алнашскую, при последующем укрупнении сельсоветов образован Вотско-Гондыревский сельсовет в состав которого вошли 7 населённых пунктов. В 1929 году упраздняется уездно-волостное административное деление и сельсовет причислен к Алнашскому району. В январе 1931 года в деревне Вотское Гондырево образован колхоз «Гондыр», а в 1939 году он был переименован в колхоз «Коммунар».
- Бахтин Андрей Максимович (1908 г.р.) — колхозник. Арестован 6 октября 1937 года. Приговор: дело прекращено.
- Кузнецов Василий Александрович (1910 г.р.) — кулак.
- Кузнецова Мария Михайловна (1875 г.р.) — член семьи кулака.
- Кузнецова Елизавета (1886 г.р.) — член семьи кулака.
- Кузнецов Егор Максимович (1917 г.р.) — член семьи кулака.
- Кузнецов Иван Максимович (1920 г.р.) — член семьи кулака.
- Кузнецов Александр — член семьи кулака.
- Спасских Алексей Трофимович (1895 г.р.) — налоговый агент. Арестован 23 июля 1941 года. Приговор: 10 лет.
- Шалашов Василий Ермолаевич (1890 г.р.) — плотник. Арестован 29 июля 1948 года. Приговор: 10 лет.

В 1932 году Вотская автономная область переименована в Удмуртскую автономную область, после этого все административные единицы и населённые пункты Удмуртии, включавшие старое название удмуртов — вотяки, были переименованы, в том числе деревня Вотское Гондырево стала деревней Удмуртское Гондырево. В июле 1950 года объединены колхозы нескольких соседних деревень, образован укрупнённый колхоз «Коммунар», с центральной усадьбой в деревне Удмуртское Гондырево. В 1963 году Удмурт-Гондыревский сельсовет упразднён и деревня причислена к Староутчанскому сельсовету.
16 ноября 2004 года Староутчанский сельсовет был преобразован в муниципальное образование «Староутчанское» и наделён статусом сельского поселения.

## Социальная инфраструктура
- Удмуртско-Гондыревская основная школа — 60 учеников в 2008 году[11]
- Удмуртско-Гондыревский детский сад

## Люди, связанные с деревней
- Виноградов Александр Федотович — уроженец деревни, полный кавалер Ордена Славы[12].
- Панков Афанасий Егорович — уроженец деревни, призван Алнашским РВК в июле 1941 года, на фронте с ноября 1941 года. Дважды награждён орденами Отечественной войны II степени, орденом Красной Звезды, фронтовыми медалями[13].
- Шулаков Георгий Михайлович — уроженец деревни, призван Можгинским РВК в мае 1941 года, на фронте с июля 1941 года. Отличился будучи бойцом партизанского отряда имени Лазо (под Москвой), в боях за деревню Фёдоровка в марте 1942 года, заменил убитого пулемётчика и в упор расстрелял 30 фашистов, награждён орденом Красной Звезды[14].